# Amagá
Amagá é uma cidade e município da Colômbia, no departamento de Antioquia. Dista 36 quilômetros de Medellín, a capital do departamento.
Sua economia se baseia na extração de carvão e na agricultura.